# Campo Magro
Campo Magro is een gemeente in de Braziliaanse deelstaat Paraná. De gemeente telt 23.607 inwoners (schatting 2009).

## Aangrenzende gemeenten
De gemeente grenst aan Almirante Tamandaré, Campo Largo, Curitiba en Itaperuçu.